# Рудалова Світлана Вікторівна
Світлана Вікторовна Рудалова (біл. Светлана Рудалова, народилася 3 листопада 1984 року в Кременчуці) - білоруська художня гімнастка.
У 2002 році Рудалова дебютувала на міжнародному рівні та виступила на Олімпійських іграх 2004 року, де посіла 10-е місце у багатоборстві .